# 문일고등학교
문일고등학교(文一高等學校)는 대한민국 서울특별시 금천구 시흥동에 위치한 사립 고등학교이다.

## 학교 연혁
- 1967년 10월 8일 : 학교법인 원염학원 설립 인가
- 1967년 11월 17일 : 설립자 김영실 초대 교장 겸 이사장 취임
- 1975년 2월 7일 : 문일고등학교 설립 인가
- 1975년 3월 4일 : 문일고등학교 개교
- 1978년 1월 10일 : 고등학교 제1회 졸업
- 1979년 3월 4일 : 문일고등학교 2부 개교
- 1983년 9월 24일 : 학교법인 문일학원으로 정관 변경
- 1986년 5월 20일 : 도서관(984석) 개관
- 1988년 10월 8일 : 조일우관(체육관, 강당) 개관
- 2006년 7월 19일 : 제5대 이사장 김선희 취임
- 2019년 2월 12일 : 제42회 졸업생 385명 졸업(누계 34,140명)
- 2019년 3월 4일 : 신입생 282명 입학
- 2021년 3월 1일 : 제12대 교장 한현식 취임

## 참고 자료
- 문일고등학교 - 한국교육학술정보원 학교알리미